# The Journey: Walking with Jesus
The Journey: Walking with Jesus é o álbum de estreia da carreira solo do cantor Dana Key, lançado em 1990.
O disco é um álbum conceitual que gira em torno de uma temática específica sobre a caminhada do cristão ao lado de Jesus Cristo.

## Faixas
1. "We Need a Saviour"
2. "The Outlaw"
3. "Bow Down"
4. "Sister (It's A Mean World)"
5. "Come To Me"
6. "Live In The Light"
7. "Prelude: Here, There Or In The Air"
8. "Pray For Peace"
9. "Kingdom Or Grace"
10. "The Death"
11. "Up From The Dead"
12. "Here, There Or In The Air"